# Макларен, Фрейзер
Фре́йзер Макла́рен (англ. Frazer McLaren; 29 октября 1987, Виннипег, Канада) — бывший профессиональный канадский хоккеист, левый нападающий, тафгай. В НХЛ играл за «Сан-Хосе Шаркс» и «Торонто Мейпл Лифс».

## Игровая карьера

### Сан-Хосе Шаркс
Фрейзер Макларен был выбран на драфте 2007 года клубом «Сан-Хосе Шаркс».
1 июля 2011 «Сан-Хосе» продлил контракт с Маклареном на год, а 13 июля 2012 года ещё на год.

### Торонто Мейпл Лифс
31 января 2013 года «Торонто Мейпл Лифс» забрал Макларена с драфта отказов. 5 июля 2013 Макларен подписал новый контракт с «Торонто» сроком на два года.

### Сан-Хосе Барракуда
24 августа 2015 года Макларен вернулся в «Сан-Хосе», подписав контракт на один год. Весь сезон он провёл в фарм-клубе в АХЛ «Сан-Хосе Барракуда», после чего ему не был предложен новый контракт.